# IC 4288
IC 4288 ist eine Spiralgalaxie vom Hubble-Typ Sbc im Sternbild Wasserschlange. Sie ist schätzungsweise 462 Millionen Lichtjahre von der Milchstraße entfernt.

Im selben Himmelsareal befinden sich u. a. die Galaxien PGC 757659, PGC 757818, PGC 754784, IC 4289.
Das Objekt wurde am 4. Mai 1904 von Royal Harwood Frost.